# John Forbes (predikant)
John Forbes, född omkring 1570 i Skottland, död 1634 i Delft, var en kalvinistisk teolog som i Sverige är känd under namnet Johannes Forbesius. Han var far till Patrick Forbes samt bror till Patrick och Arthur Forbes.
Forbes blev landsförvisad under striderna mellan presbyterianerna och Jakob I, och begav sig 1606 till Republiken Förenade Nederländerna. Han kom till Sverige 1608 på kallelse av Karl IX för att hjälpa honom i hans planer på svenska kyrkans närmande till den reformerta kyrkan. En disputation anordnades på kungens befallning i Uppsala 17 november 1608, varvid Forbes lade fram 68 teser, en sammanfattning av den reformerta läran. 
Motsättningen gällde främst det ovillkorliga nådavalet. Den lutherska ståndpunkten försvarades i första hand av ärkebiskop Olaus Martini tillsammans med professorerna Claudius Opsopæus och Petrus Rudbeckius med sådan kraft, att Forbes ett par gånger blev svarslös, vilket gav upphov till det sedan ofta använda slagordet Ad hæc Forbesius nihil ("På detta hade Forbes intet att svara"). 
Forbes lämnade Sverige följande år, men inkallades åter av kungen 1610 och arbetade en tid tillsammans med Johan Messenius och kyrkoherden i Stockholm Johan Raumannus för att förena den lutherska och reformerta bekännelsen. På grund av svenska prästerskapets kraftiga angrepp på idén förföll saken, och Forbes lämnade landet. 
Han begav sig åter till Holland, där han blev engelsk predikant, först i Middelburg, sedan i Delft. Bland hans skrifter märks The saint’s hope (Middelburg 1608) och A treatise tending to the clearing of justification (Middelburg 1616).